# Souleymane Wane
Souleymane Wane (* 28. Januar 1976 in Dakar) ist ein ehemaliger senegalesischer Basketballspieler, der auch die Staatsangehörigkeit der Vereinigten Staaten besitzt.

## Laufbahn
Im Alter von 19 Jahren verließ Wane, der erst rund zwei Jahre zuvor ernsthaft mit dem Basketballsport begonnen hatte, sein Heimatland und ging in die Vereinigten Staaten. Dort spielte er an der Redemption Christian Academy in der Stadt Troy (US-Bundesstaat New York). Der 2,11 Meter große Innenspieler erhielt Angebote mehrerer Hochschulen, darunter  der University of Nevada, Las Vegas, California State University, Fresno, Georgetown University, DePaul University und University of Houston. Wane entschloss sich zum Wechsel an die University of Connecticut und wurde dort Spieler von Trainer Jim Calhoun. Aufgrund geringer Englischkenntnisse erreichte er bei einer Eingangsprüfung ein Ergebnis, welches ihm laut Regelwerk der NCAA nicht gestattete, am Spielbetrieb teilzunehmen. Wane durfte in der Saison 1996/97 deshalb lediglich an den Übungseinheiten der Mannschaft mitwirken. Von 1997 bis 2001 bestritt er dann 121 Spiele für „UConn“, in denen er im Schnitt 3,3 Punkte und 4,1 Rebounds erzielte. An der Seite von Richard Hamilton und Khalid El-Amin gewann er mit der Hochschulmannschaft im Spieljahr 1998/1999 den NCAA-Meistertitel, trug zu diesem Erfolg in der Saison Mittelwerte von 2,0 Punkten und 2,8 Rebounds pro Begegnung bei.
Nach dem Verlassen der Hochschule 2001 (er hatte Politikwissenschaft und Französisch studiert) trainierte Wane bei der NBA-Mannschaft Los Angeles Clippers zur Probe. Für einen Vertrag bei den Kaliforniern reichte es nicht, er spielte in der Saison 2001/02 bei Sloboda Dita Tuzla in Bosnien und Herzegowina und brachte es dort in 22 Ligaeinsätzen auf 11,4 Punkte und 6,3 Rebounds je Begegnung. 2002/03 stand Wane bei OSG Phoenix in Japan unter Vertrag, für die Mannschaft verbuchte er Mittelwerte von 20,6 Punkten und 12,0 Rebounds je Partie.
2003 wechselte er nach Deutschland zum Bundesligisten Brandt Hagen, weilte dort jedoch nur kurz, im weiteren Verlauf der Saison 2003/04 stand Wane in Polen bei AZS Koszalin unter Vertrag, kam in 26 Ligaspielen auf Mittelwerte von 15,8 Punkten und 10,2 Rebounds. Seine guten Leistungen in Polen ließen Trainer Stefan Koch auf ihn aufmerksam werden, Koch holte ihn im Sommer 2004 in die Basketball-Bundesliga zu den Gießen 46ers. In der Bundesliga-Spielzeit 2004/05 erzielte Wane im Schnitt 9,1 Punkte und 9,0 Rebounds je Begegnung, erreichte mit den Mittelhessen das Halbfinale.
Mit der Nationalmannschaft seines Heimatlandes nahm er im August 2005 an der Afrikameisterschaft teil und wurde bei dem Turnier in Algerien Zweiter.
In der Saison 2005/06 fielen Wanes Werte in Gießen auf 6,5 Punkte und 5,5 Rebounds pro Spiel. Er musste sich 2006 nach einer Knieverletzung einer Operation unterziehen und unterschrieb erst im Oktober 2007 wieder einen Vertrag, er wechselte zu den im US-Bundesstaat New Hampshire ansässigen Manchester Millrats in die American Basketball Association (ABA).
Wane wurde nach dem Ende seiner Spielerzeit an der Haverhill High School im US-Bundesstaat Massachusetts als Lehrer in den Unterrichtsfächern Französisch und Weltkultur tätig, zudem wurde er an derselben Schule Co-Trainer der Basketballmannschaft. 2012 nahm er die Staatsbürgerschaft der USA an.